# Deutsche Telekom
Deutsche Telekom AG è un'azienda di telecomunicazioni tedesca con sede a Bonn. 
È la più grande azienda di telecomunicazioni d'Europa ed è attiva in tutto il mondo attraverso l'operatrice T-Mobile.

## Storia
È nata nel 1996 dalla privatizzazione dell'ex monopolista telefonico tedesche Deutsche Bundespost Telekom, a sua volta nato da una scissione in seno a Deutsche Bundespost. Nel 2005 il 15,7% delle azioni appartenevano allo Stato; la quota si è ridotta al 14,87% nel 2007, e lo Stato a oggi detiene la maggioranza relativa e il pacchetto di controllo. A questa quota si possono sommare i voti portati dalla Kfw, una sorta di Cassa Depositi e Prestiti, che detiene il 16,87%.
Altra partecipazione significativa è quella del Blackstone Group (4,5% delle azioni).
La sede centrale è a Bonn.
La capitalizzazione di Borsa sfiora i 56 miliardi di euro.
Tutte le società controllate hanno il nome che inizia per T-, esse sono:
- T-Home che offre i servizi di telefonia fissa (ex T-Com)
- T-Mobile che si occupa della telefonia mobile
- T-Online che è un internet service provider
- T-Systems che si occupa delle grandi utenze aziendali e comprende anche il dipartimento di ricerca e sviluppo

La Deutsche Telekom possiede anche le quote di maggioranza di altre compagnie telefoniche di paesi dell'Europa centrale, tra le quali Slovak Telekom (Slovacchia), Magyar Telekom (Ungheria) e T-Hrvatski Telekom (Croazia). Dtelecom ha inoltre il 40% dell'ex monopolista greco Hellenic Telecom (Ote), dopo che nel 2012 aveva espresso la volontà di vendere le proprie quote.